# El Soberbio
El Soberbio är en kommunhuvudort i Argentina.   Den ligger i provinsen Misiones, i den nordöstra delen av landet, 900 km norr om huvudstaden Buenos Aires. El Soberbio ligger 156 meter över havet och antalet invånare är 19 571.
Terrängen runt El Soberbio är platt åt sydväst, men åt nordost är den kuperad. El Soberbio ligger nere i en dal. Det finns inga andra samhällen i närheten.
Omgivningarna runt El Soberbio är en mosaik av jordbruksmark och naturlig växtlighet. Runt El Soberbio är det ganska glesbefolkat, med 25 invånare per kvadratkilometer.